# Xanthotrogus validus
Xanthotrogus validus är en skalbaggsart som beskrevs av Ernst Gustav Kraatz 1884. Xanthotrogus validus ingår i släktet Xanthotrogus och familjen Melolonthidae. Inga underarter finns listade i Catalogue of Life.